# Provincia de Cankuzo
La Provincia de Cankuzo es una de las diecisiete provincias de Burundi. Cubre un área de 1.965 km² y alberga una población de 202.000 personas. La capital es Cankuzo.

## Comunas con población en agosto de 2008
- Cankuzo 47,972
- Cendajuru 32,458
- Gisagara 57,322
- Kigamba 40,773
- Mishiha 50,348

- Datos: Q645033